# Miltochrista epixantha
Miltochrista epixantha är en fjärilsart som beskrevs av Edward Meyrick 1894. Miltochrista epixantha ingår i släktet Miltochrista och familjen björnspinnare. Inga underarter finns listade i Catalogue of Life.